# Völund
Pour les articles homonymes, voir Wieland et Galan.
Wieland, dans la mythologie des Saxons de Grande-Bretagne, est un dieu forgeron, tout comme dans la mythologie nordique Völund (Völunðr en vieux norrois) (Edda poétique). Il a joui d'une grande célébrité au Moyen Âge sous le nom de Galan, en ancien français.

## Sources
L'orfèvre mythique du monde germanique est nommé Voļundr en vieil-islandais et Wēland dans les langues westiques. Cette légende des Germains de l'Est nous est indirectement attestée par un passage de la Vita sancti Severini (Ve siècle). S'étendant au monde anglo-saxon, plusieurs textes anglais (Beowulf, Complainte de Deor...) y font allusion. Mais il nous est connu essentiellement par le Chant de Völundr, qui fait de celui-ci un prince lapon, et par la Saga de Thidrek. Cette dernière lui conserve son nom d'origine basse-allemande: Vēlent.
Le premier témoignage littéraire concernant Wieland le forgeron provient d'Angleterre. Il s'agit d'un texte acéphale copié dans le Livre d'Exeter compilé vers 950-1000. En raison de la langue utilisée, les érudits pensent que le poème fut écrit entre le VIe et le VIIe siècle. On a donné à ce texte anonyme le nom de Complainte de Deor ou Plainte de Deor. Il comporte des éléments absents des textes norrois. La diffusion précoce de la légende de Wieland en Angleterre est attestée par le coffret d'Auzon, réalisé sans doute en Northumbrie au VIIe siècle, qui montre un épisode de la légende du forgeron. 
La légende semble s'être diffusée à l'époque des grandes invasions, notamment avec les Francs, l'analyse philologique montrant un important substrat westique. On note ainsi l'importance de la diffusion du nom de Wieland sous des formes romanisées à partir de l'époque carolingienne. Comme anthroponyme, Galan et ses variants apparaissent à Dijon en 877, Cluny en 878, en 952 à Metz et à Savigny. En Italie, on rencontre un Guelantus entre 802 et 805 à Farfa et un Walandus à Pavie en 996.

## Étymologie
L'étymologie des deux noms est rattachée à un composé possessif *wē/alō-handu- « aux bonnes mains », une désignation formulaire typique du « feu artiste »

## Légende

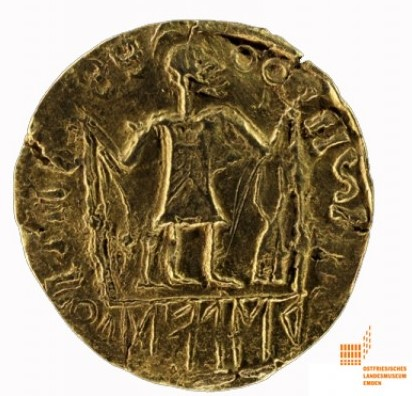
Solidus en or trouvé près de Schweindorf, Frise orientale avec le nom frison Wela (n) du en écriture runique. Daté de 575–625

Völund avait deux frères, Egil et Slagfidur (ou Slagfin). Dans l’une des versions du mythe, les trois frères découvrirent des valkyries, des princesses-cygnes, en train de se baigner. Pour ce faire, les trois valkyries, Œlrun, Alvit et Svanhvit, avaient ôté leurs habits de cygne. Les trois frères cachèrent ces habits, empêchant les trois princesses de s’enfuir en s’envolant, et ainsi purent les épouser. Quelques années plus tard, les trois princesses retrouvèrent leurs costumes de cygne et disparurent. Les deux frères de Völund partirent à leur recherche, tandis que lui resta. Dans une autre version, Völund épousa la femme-cygne Hervör et eut un fils avec elle, Heime. Hervör le quitta un peu plus tard. Dans les deux versions, il se retrouva seul mais garda une bague de son mariage. Dans le premier mythe, il forgea sept cents copies de cet anneau.
Par la suite, il fut capturé pendant son sommeil par le roi Nidud de Suède. Pour l’empêcher de s’enfuir, Nidud lui fit couper les tendons de la jambe et l’emprisonna sur l’île de Saeverstod. Il le força à forger des pièces pour lui et sa famille. La bague de Völund fut offerte à sa fille, Bodvild. Nidud, lui, prit son épée.

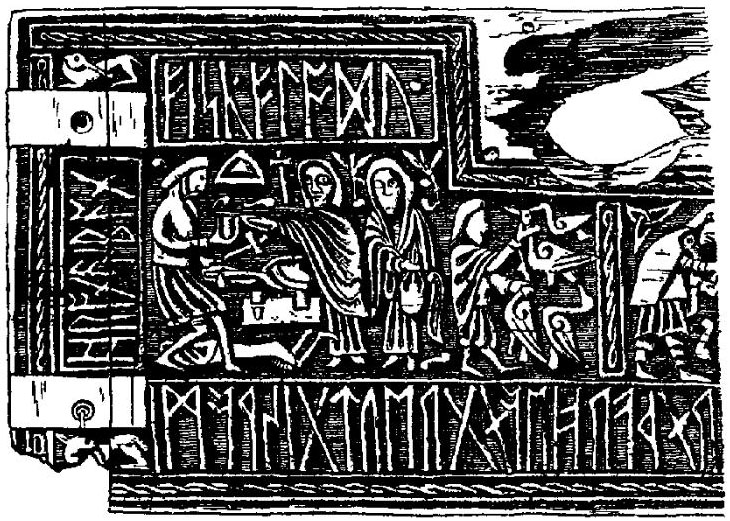
Wieland tient avec une paire de pinces le crâne d'un des enfants de Nidud, qu'il façonne en coupe. Le corps du garçon repose à ses pieds. Bodvildr et son accompagnateur apparaissent également, et Egill, qui dans une version a fabriqué les ailes de Wieland, est représenté en train d'attraper des oiseaux. Coffret d'Auzon début du VIIIe siècle.

Pour se venger, Völund tua les deux fils de Nidud venus le voir en cachette. Il fit des gobelets avec leurs crânes qu’il offrit au roi, des bijoux avec leurs yeux, qu’il offrit à la reine, et une broche avec leurs dents, qu’il offrit à leur fille. Quand celle-ci vint le voir à son tour, il la séduisit, la met enceinte, puis s’enfuit grâce à des ailes qu’il s’était confectionnées.
Dans la légende allemande, il est dit qu’il forgea une épée pour son fils Heime, qui fut maniée par Miming puis par Hod. On dit aussi qu’il est le Prince des Alfes noirs, de Svartalfheim.
Il est aussi associé à la Forge de Wieland, un tombeau funéraire dans le Comté d’Oxford. Ce monument mégalithique fut ainsi nommé par les Saxons, mais il leur est largement antérieur. De cette assimilation vient la superstition selon laquelle un cheval laissé une nuit entière avec une petite pièce d’argent (groat) serait retrouvé le lendemain complètement ferré, la pièce ayant disparu…
Il est l'idéal nordique de l'ingénieur.

## Interprétation
Le forgeron Wieland / Völund est très proche du dieu romain Vulcain et encore davantage du dieu grec Héphaïstos. Il est initialement un dieu : le poème éddique qui lui est consacré figure dans le cycle mythologique et non dans le cycle héroïque. Il est dit « Prince des Alfes ». Tout comme leurs homologues grecs et romains, Wieland / Völund sont d'anciens Feux divins et leur légende reprend plusieurs images héritées : dans le poème éddique, Völund est dit sédentaire avant même d'être mutilé, représentations typiques des feux du foyer et de la forge souvent décrits comme faibles et démunis, leur survie dépend de celui qui l'entretient. Néanmoins, paradoxe du feu, s'ils sont liés au foyer, leur flamme s'élève dans les airs (après s'être vengé en tuant les deux fils et en déshonorant la fille, il s'enfuit dans les airs).

## Postérité littéraire
L'anthroponomastique montre que le personnage est suffisamment connu et estimé pour que l'on donne son nom à des clercs comme à des laïcs. Sa popularité est également attestée par la littérature, puisque sur 203 chansons de geste françaises et provençales, le forgeron divin apparaît dans 22. Wieland / Galan est ainsi présent dans Le Roman de Thèbes, rédigé vers 1150 dans le sud-ouest de la France, dans la Chanson d'Antioche et la Chanson de Jérusalem, composées respectivement vers 1125-1150 et 1180-1200. En Espagne, la Gran Conquista de Ultramar, compilée entre 1295 et 1312 évoque Galan maestro de Toledo. L'historiographie également n'ignore pas le personnage et Adémar de Chabannes évoque dans son Chronicon, rédigé entre 1024 et 1029, une épée faite par Wolandus faber.

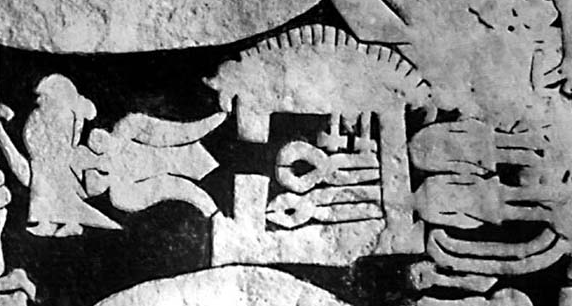
La forge de Völund au centre, la fille de Niðhad à gauche et les fils morts de Niðhad cachés à droite de la forge. Entre la fille et la forge, on peut voir Völund dans un aigle double s'envolant. Pierre à peintures de Gotland.
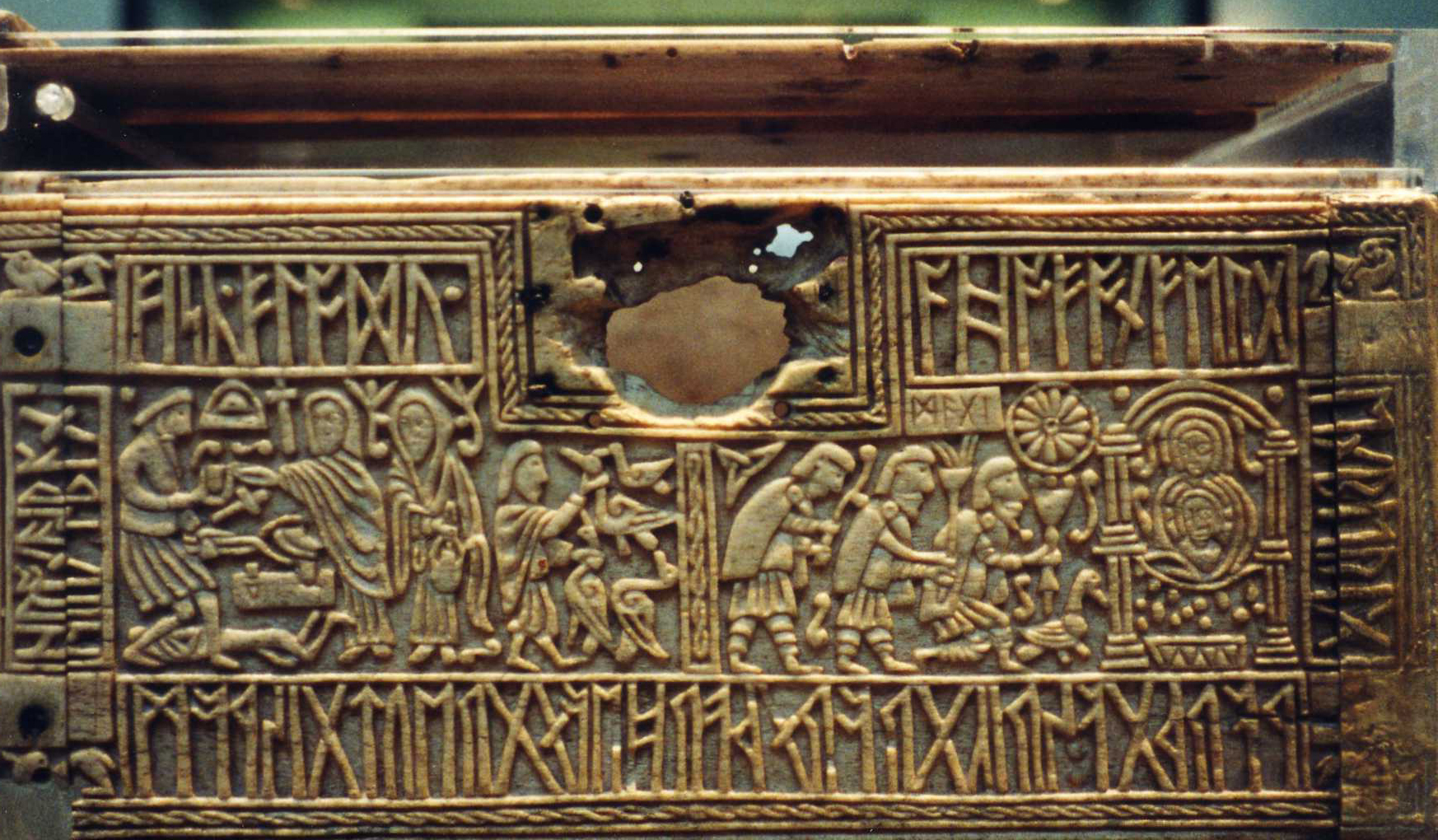
Face principale de la cassette du coffret d'Auzon, fabriqué au début du VIIIe siècle dans le nord de l'Angleterre, provenant du royaume de Mercie ou bien de la Northumbrie et représentant la légende de Wayland.
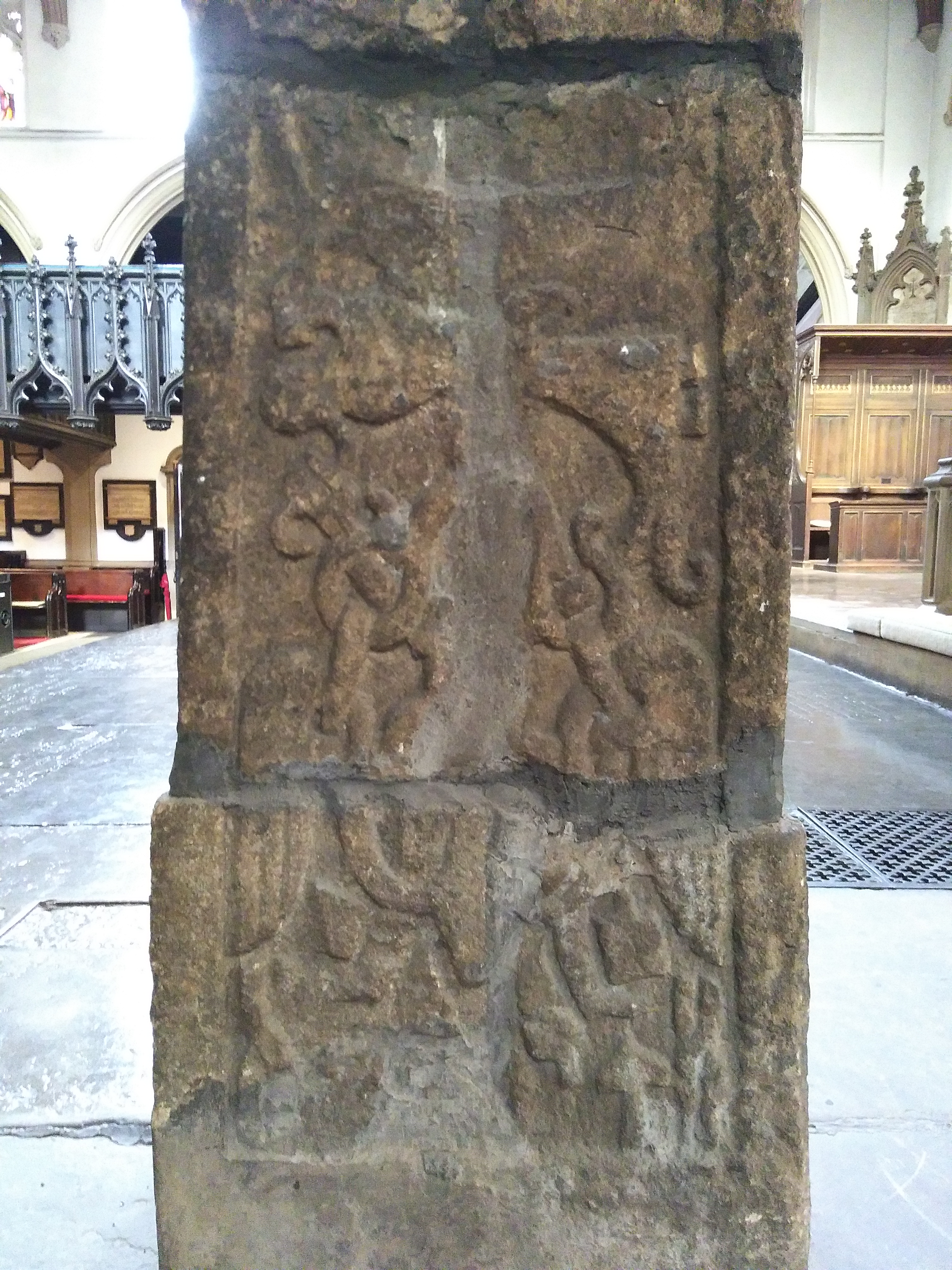
Panneau Civ (face sud, panneau le plus bas) de la croix de pierre de Parish church à Leeds, Xe siècle, représentant Wayland (dessous) tenant Beaduhild / Bǫðvildr au-dessus de sa tête, à angle droit...
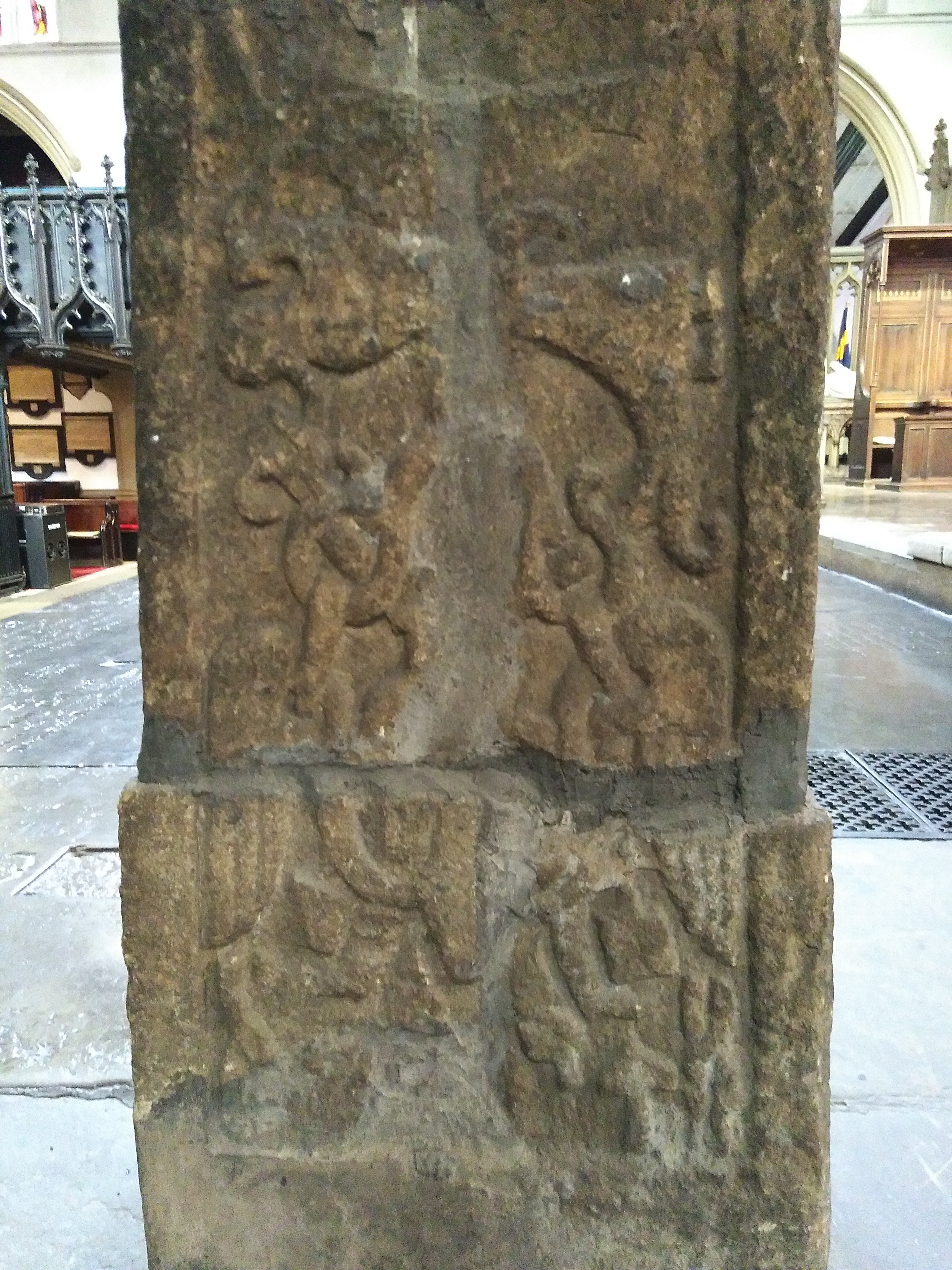
... La tête de Wayland est perdue, mais ses ailes sont visibles à gauche et à droite, et ses outils au bas du panneau.

## Bibliographie

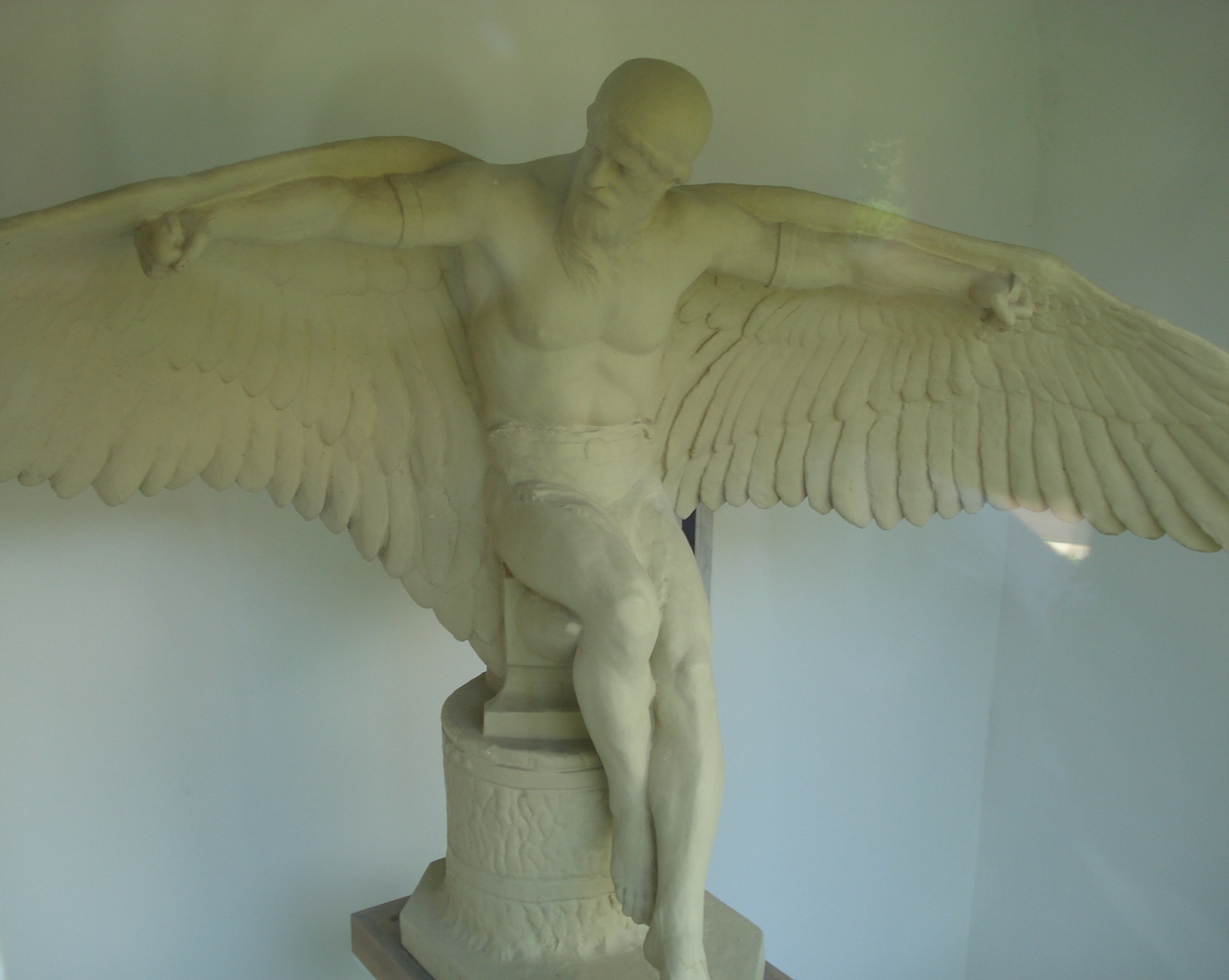
Sculpture dans le Wielandheim de l'hôpital universitaire orthopédique de Heidelberg